# Choe Yun-ui
Choe Yun-ui fue un ministro civil coreano e inventor de la primera imprenta de metal del mundo en 1234 durante la dinastía Goryeo. Compiló el Sangjeong yemun (Hangul: 상정 예문, hanja: 詳 定 禮 文) con otros 16 eruditos, junto a quienes recopiló todas las cortesías desde la antigüedad hasta la actualidad, de las cuales se publicaron 50 copias. La publicación del Sangjeong yemun fue muy importante para la dinastía Goryeo, porque estableció el sistema de uniformes oficiales (que todavía estaba evolucionando en ese momento, durante el siglo XII) y, por lo tanto, el rango vertical de los funcionarios desde el rey hasta los súbditos, especialmente durante los rituales. Esto se hizo para tratar de prevenir conflictos de autoridad y malestar social.

## Obras
El Sangjeong yemun se imprimió y publicó entre 1234 y 1241, realizado con tipografía móvil. Yi Gyu-bo escribió una posdata en nombre de Choe que muestra cómo se publicó este libro. Según esta posdata, el padre de Choe Yi, Choe Chung-heon, volvió a editarlo porque un libro más antiguo perdió algunas páginas y las letras eran ilegibles. Después de editarlo, copió dos libros y guardó una copia en su casa. Otro libro se mantuvo en Yegwan, un centro de investigación único de la dinastía Goryeo. En el momento de la invasión Mongol, se mudó a Ganghwado y trajo una copia de este libro con él. Posteriormente, publicó 28 copias y las envió para que las guardaran en las oficinas de varios gobiernos locales.
Además, debido a una larga historia de impresión en bloques de madera, los coreanos de la época estaban acostumbrados a los libros y la alfabetización era alta. El visitante chino Xü Jing, que visitó Corea en 1123, observó en su diario de viaje que los coreanos consideraban vergonzoso no saber leer.
Los registros del reino de Goryeo indican que un importante esfuerzo de impresión, el Sangjeong Gogeum Yemun (Texto ritual prescrito del pasado y el presente) de 50 volúmenes se imprimió con metal fundido alrededor del año 21 del reinado Gojong en la dinastía Goryeo (alrededor de 1234 d. C.).
Otra publicación importante, Nammyongcheonhwasang - Songjungdoga (Sermones del sacerdote budista Nammyongvhon del período Song ) se imprimió en metal fundido en el año 26 del reinado de Gojong (1239 d. C.). Sin embargo, no se sabe si Choe Yun-Ui estuvo involucrado en este esfuerzo.